# Shinji Okazaki
Shinji Okazaki (Takarazuka, Hyōgo, 16. travnja 1986.) bivši je japanski nogometaš koji je igrao na poziciji napadača.

## Reprezentativna karijera
Za japansku reprezentaciju igrao je od 2008. godine. Odigrao je 98 utakmica postigavši 47 pogodaka.
S japanskom reprezentacijom Shinji Okazaki je igrao na dva svjetska prvenstva (2010. i 2014.) dok je 2011. s Japanom osvojio AFC Azijski kup.

## Statistika
| Japan  | Japan | Japan |
| Godina | Nas.  | Gol.  |
| ------ | ----- | ----- |
| 2008   | 4     | 0     |
| 2009   | 16    | 15    |
| 2010   | 15    | 3     |
| 2011   | 14    | 8     |
| 2012   | 9     | 3     |
| 2013   | 14    | 7     |
| 2014   | 13    | 4     |
| 2015   | 13    | 7     |
| Ukupno | 98    | 47    |

## Vanjske poveznice
- National Football Teams